# Petit Courrier des Dames

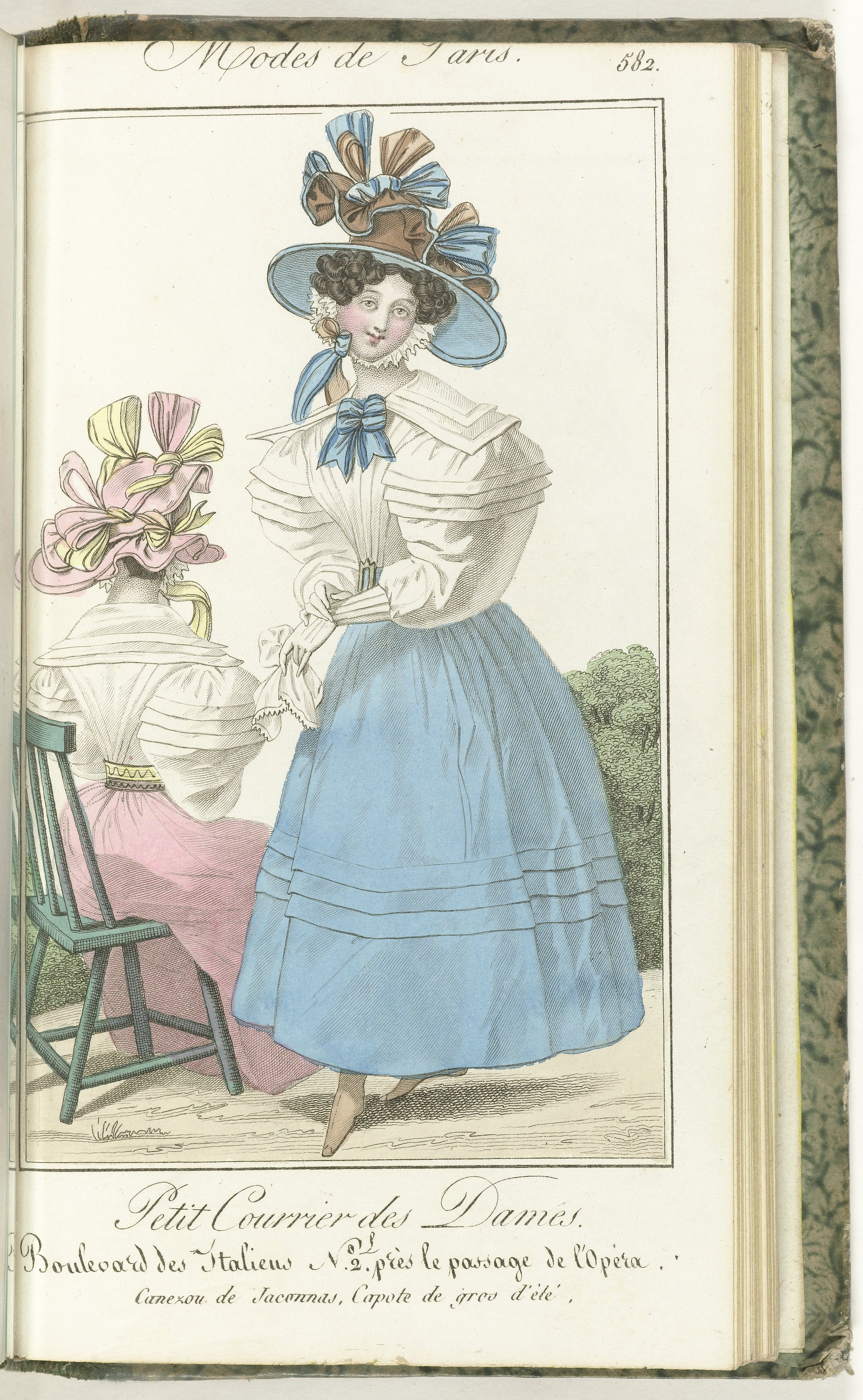
Petit Courrier des Dames, 15 septembre 1828,, No. 582 Canezou de Jaconnas.., RP-P-2005-515-48

Petit Courrier des Dames var en fransk modetidskrift som utgavs mellan 1821 och 1868.

## Bilder

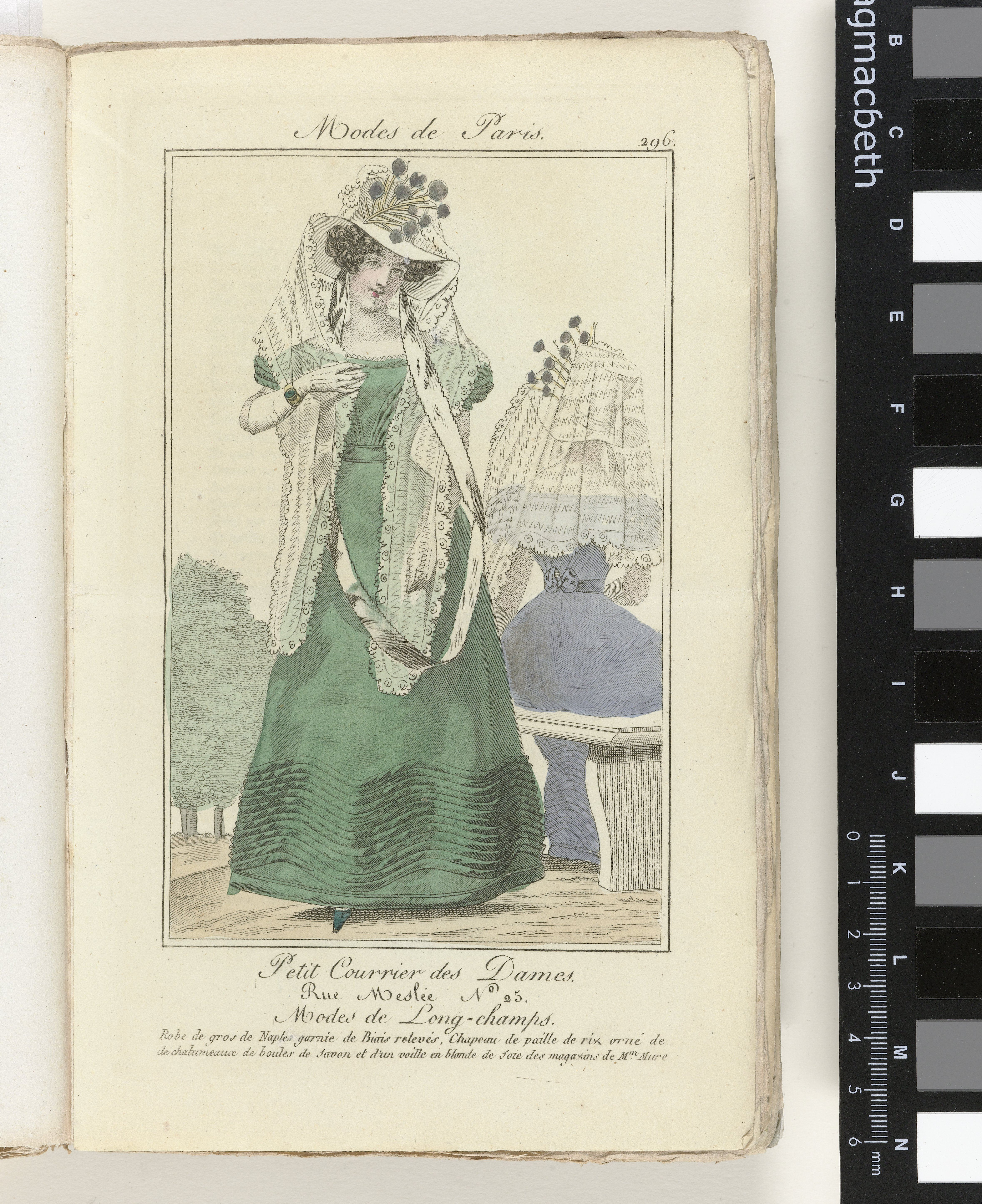
Petit Courrier des Dames 1825.
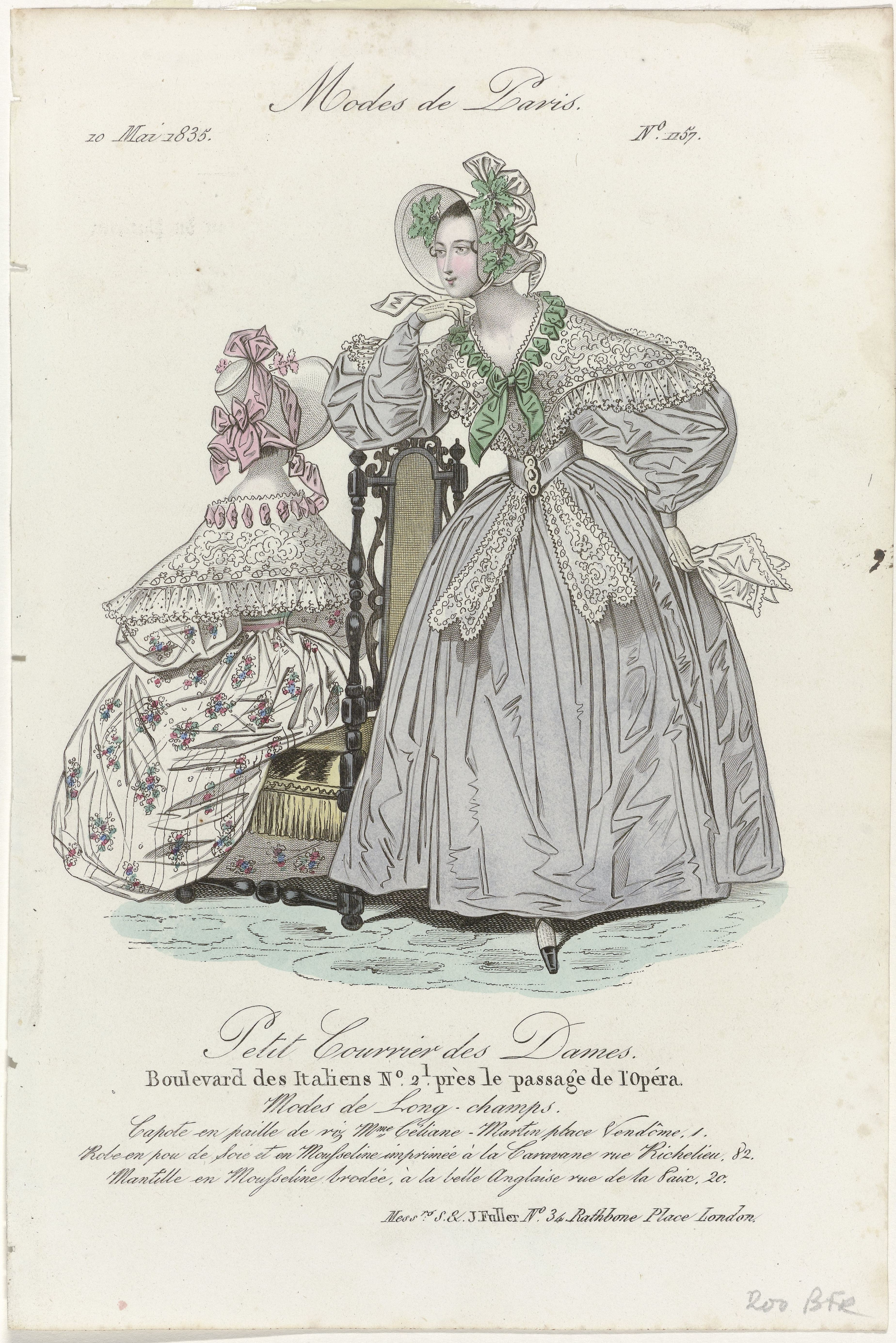
Petit Courrier des Dames, 10 mai 1835, No. 1157 Capote en paille de riz (..), RP-P-2009-2999-4.
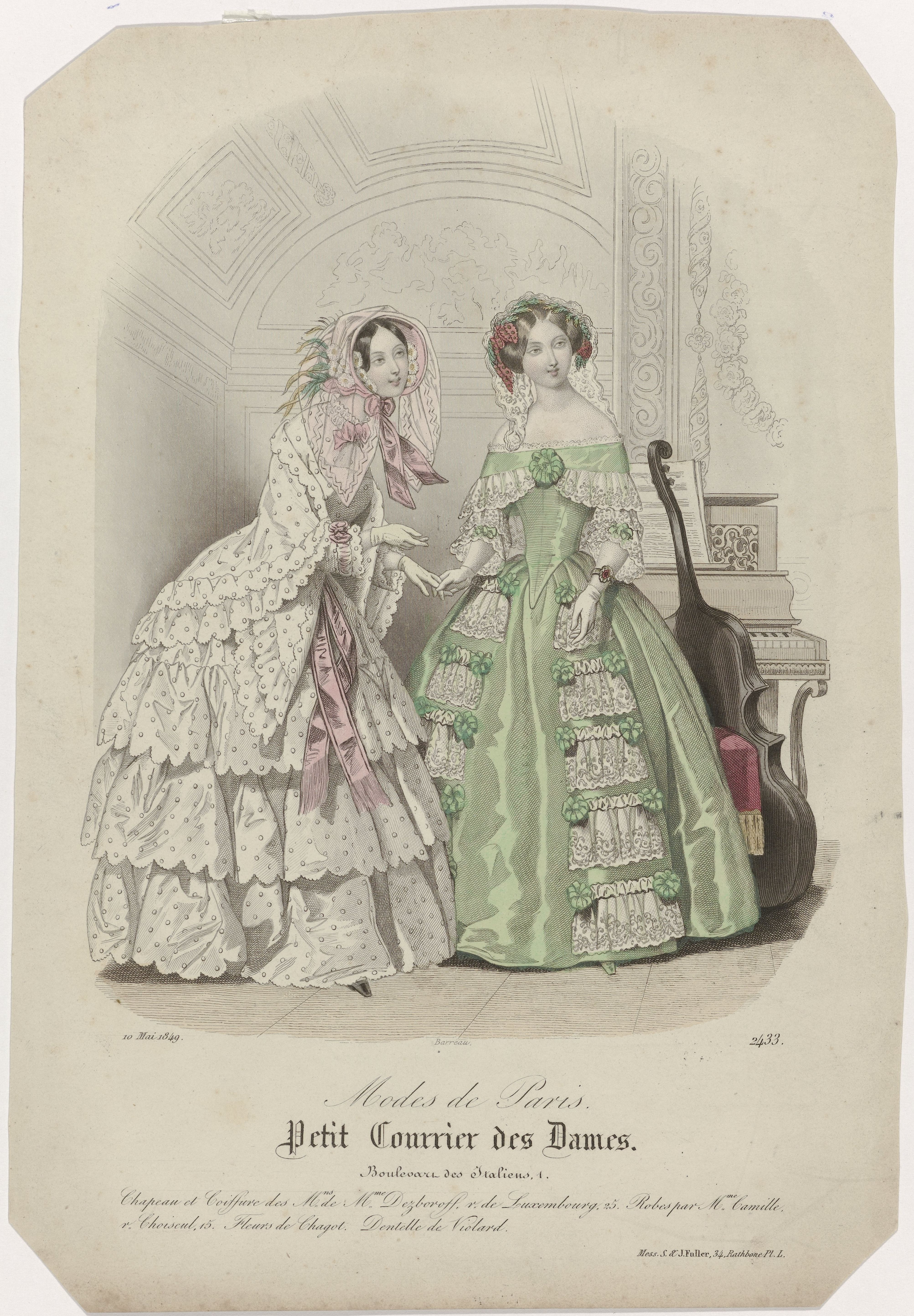
Petit Courrier des Dames, 10 mai 1849, No. 2433 Chapeau et Coiffur.
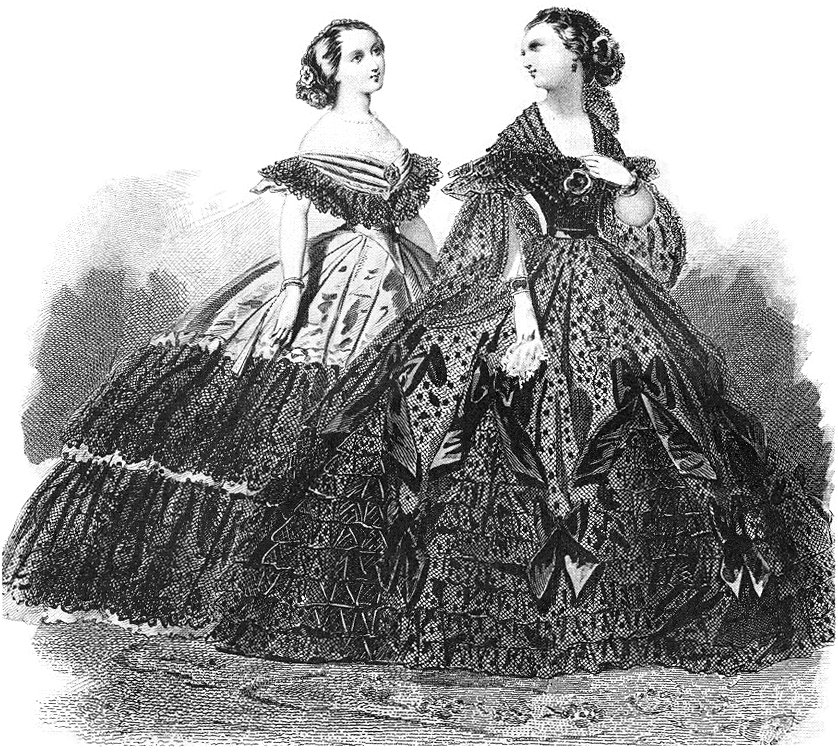
Ball-Gowns-Pauqet-early-1860s.